# Синитички језици
Синтички језици, породица су сино-тибетских језика, често синоним за групу варијетета кинеског језика. Често је представљано да они чине примарну грану, али је то мишљење одбачено од стране већег броја научника. Баи језици и могући сродници, чија је класификација тешка, такође могу бити синитички. У другим случајевимо термин синитичке је синоним за кинески, а може се користити да означи варијетете кинеског језика који су више окарактерисани као различити језици, него као дијалекти једног језика.

## Напомена
1. ↑  Термин „синитички” означава везу са Кином или Кинезима. Вуче коријене из грчко-латинске ријечи Sīnai („Кинез”), вјероватно од арапске ријечи Ṣīn („Кина”), од кинеске династије под именом Ћин